# Альби-Сантр
Альби́-Сантр (фр. Albi-Centre) — упразднённый кантон во Франции, находился в регионе Юг-Пиренеи, департамент Тарн. Входил в состав округа Альби.
Код INSEE кантона — 8102. В кантон Центральный Альби входила часть коммуны Альби.
Кантон был упразднён в марте 2015 года.

## Население
Население кантона на 2006 год составляло 11 930 человек.
| 1962 | 1968 | 1975 | 1982 | 1990 | 1999   | 2006   | 2009 |
| ---- | ---- | ---- | ---- | ---- | ------ | ------ | ---- |
| —    | —    | —    | —    | —    | 11 772 | 11 930 | —    |